# United Defense M42
La United Defense M42 era una pistola mitragliatrice americana usata durante la seconda guerra mondiale. Fu prodotta nel biennio 1942-1943 dalla Marlin Firearms come possibile sostituto per il Thompson dalla United Defense Supply Corp. (compagnia fondata dallo stato proprio per lo sviluppo di nuove armi) e fu distribuita prevalentemente ai membri dell'OSS.

## Storia
La M42 fu sviluppata dalla United Defense specificamente come rimpiazzo per il Thompson, che si era dimostrato troppo complesso e costoso da produrre in tempo di guerra. L'idea era di produrre l'arma in due diversi calibri, 9 mm Parabellum e .45 ACP, ma la seconda versione fu scartata e solo il 9 mm fu impiegato. Prodotte dalla High Standard Firearms e dalla Marlin Firearms, nel biennio 1942-1943 vennero realizzati circa 15.000 esemplari (la produzione continuò fino al 1945 con numeri molto limitati e difficilmente quantificabili. Si conoscono solo 6 armi realizzate in calibro .45 ACP.
Il caricatore dell'arma contiene 25 colpi calibro 9 mm (brevetto # 2.289.067 registrato da John E. Owsley) e non è raro trovare due caricatori saldati faccia a faccia per permettere una ricarica più rapida da parte dell'operatore. Il rateo di fuoco ciclico si attesta sui 700 colpi al minuto. L'arma pesa 4.54 kg scarica con una lunghezza complessiva di 820 mm. La canna, lunga 279 mm, presenta una rigatura a sei linee destrorse.
Si tratta di un'arma dal funzionamento incredibilmente semplice. Realizzata in tempo di guerra, la produzione fu preparata alla buona e alcuni dei problemi dell'arma dimostrano proprio la fretta nell'avvio della realizzazione. Il caricatore, realizzato in metallo stampato, era estremamente fragile ed eventuali piegature ne avrebbero pregiudicato il funzionamento. La tolleranza ai corpi estranei era estremamente bassa, per non parlare di fango e sabbia che rendevano l'arma totalmente inutilizzabile se non pulita frequentemente. Oltretutto, la produzione richiedeva diverse ore di lavorazione. Ad eccezione di caricatore e calcio, le parti in metallo erano tutte ottenute per tornitura e fresature, due procedimenti che in tempo di guerra rientrano nella categoria dei "lussi" che non ci si possono permettere. Il tutto però garantiva una maggiore velocità di smontaggio (superiore sia a quella del Thompson che dello Sten inglese) e una maggiore precisione sui 100 m. L'arma venne molto apprezzata, nonostante i costi in termini di lavoro e materiali, dall'OSS.
Quando fu introdotta la pistola mitragliatrice M3, la M42 venne relegata ad arma sostitutiva d'emergenza e la produzione calò sensibilmente fino a fermarsi quasi del tutto.

## Uso operativo
Pensata come arma per le forze statunitensi, l'arma si rivelò invece più apprezzata dalle forze partigiane europee che la ricevevano per via aerea. Il primo lancio fu su Creta, dove venne usata dalle forze partigiane supportate dagli inglesi. L'arma venne poi paracadutata alle forze partigiane francesi e italiane, poiché in Europa, il fatto di avere un'arma in 9 mm rendeva estremamente semplice rifornirsi di munizioni dai depositi tedeschi. L'arma fallì nel suo intento di sostituire il Thompson ma ottenne un buon grado di apprezzamento tra le formazioni partigiane in tutta Europa. Nelle Filippine rimase in servizio attivo fino agli anni '60.

## Utilizzatori
- Taiwan[4]
- Cina[4]
- Cecoslovacchia
- Italia
- Paesi Bassi[4]
- Filippine
- Stati Uniti[4]